# آکیکو کیتادا
آکیکو کیتادا (انگلیسی: Akiko Kitada؛ زادهٔ ۱ آوریل ۱۹۸۲) بازیکن هاکی روی چمن زن اهل ژاپن است.